# Poutní kostel U Ježíška pod nebem (Steyr)
Poutní kostel U Ježíška pod nebem (německy Wallfahrtskirche Zum Christkindl unterm Himmel, lidově Christkindl, tj. Ježíškův kostel) je barokní poutní a bývalý klášterní kostel v rakouském městě Štýru.

## Historie a legenda o vzniku
Když se v roce 1691 z Melku do Štýru přistěhoval hlídač a regenschori Ferdinand Sertl, stižený epilepsií, v touze po uzdravení se modlil ke svatému obrazu Svaté rodiny, který vlastnil. Později se doslechl v okolí o zázraku uzdravení chromé řádové sestry. K němu měla dopomoci úcta k voskové sošce Ježíška. Sertl si jej vyžádal a na místě svého zážitku vybudoval malou svatyni v dutině stromu s touto soškou. Po čase vyplněném uctíváním byl i on uzdraven a věhlas onoho místa pokračoval i s dalšími uzdraveními. Později jiný místní občan vybudoval v lese (rovněž z vděčnosti za uzdravení syna) na místě onoho původního smrku dřevěnou kapli. Ta byla na počátku 18. století nahrazena kamennou stavbou a poutě pokračovaly až do reforem Josefa II., který je zrušil. Poté, co byl v důsledku toho zrušen klášter v Garstenu, byl v roce 1787 kostel povýšen na samostatnou farnost.